# Adagio (gruppo musicale ungherese)
Gli Adagio sono un gruppo musicale ungherese formatosi nel 2005. È attualmente formato dai tenori Zsolt Homonnay e Péter Balczó, e dal baritono Bálint Merán.

## Storia del gruppo
Gli Adagio hanno acquisito la rilevanza nazionale dopo aver pubblicato il loro primo album in studio eponimo attraverso il gruppo locale della Sony Music, che ha raggiunto la vetta della classifica dei dischi nazionale della Magyar Hangfelvétel-kiadók Szövetsége, risultando uno degli album più venduti in Ungheria per due anni consecutivi. Anche i dischi successivi Gold, Érintés e Hollywood hanno ottenuto un notevole successo commerciale, collocandosi in top ten della graduatoria nazionale, dove hanno trascorso almeno 25 settimane ciascuno. Nel corso degli anni hanno ottenuto tre platini e un disco d'oro dalla Magyar Hangfelvétel-kiadók Szövetsége, corrispondenti a 60 000 CD venduti in suolo ungherese.

## Formazione
Attuale
- Zsolt Homonnay – voce
- Péter Balczó – voce
- Bálint Merán – voce (dal 2010)

Ex componenti
- Nagy Sándor – voce (2005-2010)

## Discografia

### Album in studio
- 2005 – Adagio
- 2006 – Gold
- 2007 – Érintés
- 2009 – Hollywood

### Album video
- 2008 – Koncert Papp László Budapest sportcsarnok